# ستيفن جاي ماك أوليف
ستيفن جاي ماك أوليف (بالإنجليزية: Steven J. McAuliffe)‏ هو محامي وقاضي أمريكي، ولد في 3 مارس 1948.